# Eastwood (Nottinghamshire)
Eastwood è una cittadina di 18 612 abitanti della contea del Nottinghamshire, in Inghilterra.

## Amministrazione

### Gemellaggi
- Szolnok[1]